# 2005年上半期の市町村合併
2005年上半期の市町村合併（2005ねんかみはんきのしちょうそんがっぺい）では2005年1月から6月までに行われた日本の市町村合併の一覧を載せる。

## 1月
- 1月1日
  - 青森県十和田市+上北郡十和田湖町=十和田市（新設）
  - 栃木県黒磯市+那須郡西那須野町+塩原町=那須塩原市（新設）
  - 群馬県伊勢崎市+佐波郡赤堀町+東村+境町=伊勢崎市（新設）
  - 埼玉県飯能市+入間郡名栗村=飯能市（編入）
  - 新潟県上越市+東頸城郡安塚町+浦川原村+大島村+牧村+中頸城郡柿崎町+大潟町+頸城村+吉川町+中郷村+板倉町+清里村+三和村+西頸城郡名立町=上越市（編入）
  - 福井県南条郡南条町+今庄町+河野村=南条郡南越前町（新設）
  - 長野県長野市+更級郡大岡村+上水内郡豊野町+戸隠村+鬼無里村=長野市（編入）
  - 三重県松阪市+一志郡嬉野町+三雲町+飯南郡飯南町+飯高町=松阪市（新設）
  - 滋賀県高島郡マキノ町+今津町+朽木村+安曇川町+高島町+新旭町=高島市（新設/市制）
  - 鳥取県西伯郡岸本町+日野郡溝口町=西伯郡伯耆町（新設）
  - 島根県飯石郡頓原町+赤来町=飯石郡飯南町（新設）
  - 愛媛県松山市+北条市+温泉郡中島町=松山市（編入）
  - 愛媛県伊予郡砥部町+広田村=伊予郡砥部町（新設）
  - 愛媛県上浮穴郡小田町+喜多郡内子町+五十崎町=喜多郡内子町（新設）
  - 愛媛県北宇和郡広見町+日吉村=北宇和郡鬼北町（新設）
  - 高知県高知市+土佐郡鏡村+土佐山村=高知市（編入）
  - 佐賀県唐津市+東松浦郡浜玉町+厳木町+相知町+北波多村+肥前町+鎮西町+呼子町=唐津市（新設）
  - 佐賀県杵島郡白石町+福富町+有明町=杵島郡白石町（新設）
  - 熊本県葦北郡田浦町+芦北町=葦北郡芦北町（新設）
  - 大分県大分市+大分郡野津原町+北海部郡佐賀関町=大分市（編入）
  - 大分県臼杵市+大野郡野津町=臼杵市（新設）
- 1月4日
  - 長崎県長崎市+西彼杵郡香焼町+伊王島町+高島町+野母崎町+三和町+外海町=長崎市（編入）
- 1月11日
  - 秋田県秋田市+河辺郡河辺町+雄和町=秋田市（編入）
  - 三重県亀山市+鈴鹿郡関町=亀山市（新設）
  - 兵庫県三原郡緑町+西淡町+三原町+南淡町=南あわじ市（新設/市制）
  - 愛媛県大洲市+喜多郡長浜町+肱川町+河辺村=大洲市（新設）
- 1月15日
  - 熊本県山鹿市+鹿本郡鹿北町+菊鹿町+鹿本町+鹿央町=山鹿市（新設）
  - 熊本県宇土郡三角町+不知火町+下益城郡松橋町+小川町+豊野町=宇城市（新設/市制）
- 1月16日
  - 愛媛県今治市+越智郡朝倉村+玉川町+波方町+大西町+菊間町+吉海町+宮窪町+伯方町+上浦町+大三島町+関前村=今治市（新設）
- 1月17日
  - 静岡県小笠郡小笠町+菊川町=菊川市（新設/市制）
- 1月21日
  - 茨城県那珂郡那珂町+瓜連町=那珂市（編入/市制）
- 1月24日
  - 福岡県宗像郡福間町+津屋崎町=福津市（新設/市制）
- 1月31日
  - 岐阜県揖斐郡揖斐川町+谷汲村+春日村+久瀬村+藤橋村+坂内村=揖斐郡揖斐川町（新設）

## 2月
- 2月1日
  - 茨城県水戸市+東茨城郡内原町=水戸市（編入）
  - 茨城県東茨城郡常北町+桂村+西茨城郡七会村=東茨城郡城里町（新設）
  - 石川県松任市+石川郡美川町+鶴来町+河内村+吉野谷村+鳥越村+尾口村+白峰村=白山市（新設）
  - 石川県能美郡根上町+寺井町+辰口町=能美市（新設/市制）
  - 福井県丹生郡朝日町+宮崎村+越前町+織田町=丹生郡越前町（新設）
  - 岐阜県高山市+大野郡丹生川村+清見村+荘川村+宮村+久々野町+朝日村+高根村+吉城郡国府町+上宝村=高山市（編入）
  - 大阪府堺市+南河内郡美原町=堺市（編入）
  - 広島県福山市+沼隈郡沼隈町=福山市（編入）
  - 広島県山県郡芸北町+大朝町+千代田町+豊平町=山県郡北広島町（新設）
  - 高知県高岡郡東津野村+葉山村=高岡郡津野町（新設/町制）
- 2月5日
  - 福岡県久留米市+浮羽郡田主丸町+三井郡北野町+三潴郡城島町+三潴町=久留米市（編入）
- 2月7日
  - 岐阜県関市+武儀郡洞戸村+板取村+武芸川町+武儀町+上之保村=関市（編入）
  - 三重県四日市市+三重郡楠町=四日市市（編入）
  - 広島県東広島市+賀茂郡黒瀬町+福富町+豊栄町+河内町+豊田郡安芸津町=東広島市（編入）
- 2月11日
  - 青森県西津軽郡木造町+森田村+柏村+稲垣村+車力村=つがる市（新設/市制）
  - 千葉県鴨川市+安房郡天津小湊町=鴨川市（新設）
  - 滋賀県八日市市+神崎郡永源寺町+五個荘町+愛知郡愛東町+湖東町=東近江市（新設）
  - 熊本県阿蘇郡一の宮町+阿蘇町+波野村=阿蘇市（新設/市制）
  - 熊本県阿蘇郡蘇陽町+上益城郡矢部町+清和村=上益城郡山都町（新設）
- 2月13日
  - 群馬県沼田市+利根郡白沢村+利根村=沼田市（編入）
  - 山梨県南都留郡秋山村+北都留郡上野原町=上野原市（新設/市制）
  - 長野県木曽郡山口村（越境合併）+岐阜県中津川市+恵那郡坂下町+川上村+加子母村+付知町+福岡町+蛭川村=岐阜県中津川市（編入）

※越境合併は1959年1月1日の群馬県桐生市への栃木県菱村の編入以来46年ぶりのことである。
  - 山口県下関市+豊浦郡菊川町+豊田町+豊浦町+豊北町=下関市（新設）
  - 熊本県阿蘇郡白水村+久木野村+長陽村=阿蘇郡南阿蘇村（新設）
- 2月14日
  - 三重県度会郡大宮町+紀勢町+大内山村=度会郡大紀町（新設）
  - 滋賀県坂田郡山東町+伊吹町+米原町=米原市（新設/市制）
- 2月21日
  - 山口県柳井市+玖珂郡大畠町=柳井市（新設）
- 2月28日
  - 栃木県佐野市+安蘇郡田沼町+葛生町=佐野市（新設）
  - 岡山県津山市+苫田郡加茂町+阿波村+勝田郡勝北町+久米郡久米町=津山市（編入）

## 3月
- 3月1日
  - 福島県田村郡滝根町+大越町+都路村+常葉町+船引町=田村市（新設/市制）
  - 石川県羽咋郡志雄町+押水町=羽咋郡宝達志水町（新設）
  - 石川県鹿島郡鳥屋町+鹿島町+鹿西町=鹿島郡中能登町（新設）
  - 石川県鳳至郡能都町+柳田村+珠洲郡内浦町=鳳珠郡（新設）能登町（新設）
  - 岡山県井原市+小田郡美星町+後月郡芳井町=井原市（編入）
  - 岡山県苫田郡富村+奥津町+上齋原村+鏡野町=苫田郡鏡野町（新設）
  - 徳島県美馬郡脇町+美馬町+穴吹町+木屋平村=美馬市（新設/市制）
  - 徳島県那賀郡鷲敷町+相生町+上那賀町+木沢村+木頭村=那賀郡那賀町（新設）
  - 徳島県美馬郡半田町+貞光町+一宇村=美馬郡つるぎ町（新設）
  - 佐賀県小城郡小城町+三日月町+牛津町+芦刈町=小城市（新設/市制）
  - 佐賀県三養基郡中原町+北茂安町+三根町=三養基郡みやき町（新設）
  - 長崎県諫早市+西彼杵郡多良見町+北高来郡森山町+飯盛町+高来町+小長井町=諫早市（新設）
  - 大分県中津市+下毛郡三光村+本耶馬渓町+耶馬溪町+山国町=中津市（編入）
- 3月3日
  - 大分県佐伯市+南海部郡上浦町+弥生町+本匠村+宇目町+直川村+鶴見町+米水津村+蒲江町=佐伯市（新設）
- 3月6日
  - 山口県萩市+阿武郡川上村+田万川町+むつみ村+須佐町+旭村+福栄村=萩市（新設）
- 3月7日
  - 岡山県赤磐郡山陽町+赤坂町+熊山町+吉井町=赤磐市（新設/市制）
- 3月14日
  - 青森県むつ市+下北郡川内町+大畑町+脇野沢村=むつ市（編入）
- 3月19日
  - 新潟県糸魚川市+西頸城郡能生町+青海町=糸魚川市（新設）
- 3月20日
  - 長野県南佐久郡佐久町+八千穂村=南佐久郡佐久穂町（新設）
  - 広島県呉市+安芸郡音戸町+倉橋町+蒲刈町+豊田郡安浦町+豊浜町+豊町=呉市（編入）
  - 福岡県浮羽郡吉井町+浮羽町=うきは市（新設/市制）
- 3月21日
  - 新潟県新潟市+新津市+白根市+豊栄市+中蒲原郡小須戸町+横越町+亀田町+西蒲原郡岩室村+西川町+味方村+潟東村+月潟村+中之口村=新潟市（編入）
  - 福岡県柳川市+山門郡大和町+三橋町=柳川市（新設）
- 3月22日
  - 秋田県男鹿市+南秋田郡若美町=男鹿市（新設）
  - 秋田県湯沢市+雄勝郡稲川町+雄勝町+皆瀬村=湯沢市（新設）
  - 秋田県本荘市+由利郡矢島町+岩城町+由利町+西目町+鳥海町+東由利町+大内町=由利本荘市（新設）
  - 秋田県南秋田郡昭和町+飯田川町+天王町=潟上市（新設/市制）
  - 秋田県大曲市+仙北郡神岡町+西仙北町+中仙町+協和町+南外村+仙北町+太田町=大仙市（新設）
  - 秋田県北秋田郡鷹巣町+森吉町+阿仁町+合川町=北秋田市（新設/市制）
  - 茨城県岩井市+猿島郡猿島町=坂東市（新設）
  - 茨城県稲敷郡江戸崎町+新利根町+桜川村+東町=稲敷市（新設/市制）
  - 山梨県山梨市+東山梨郡牧丘町+三富村=山梨市（新設）
  - 鳥取県倉吉市+東伯郡関金町=倉吉市（編入）
  - 島根県出雲市+平田市+簸川郡佐田町+多伎町+湖陵町+大社町=出雲市（新設）
  - 岡山県岡山市+御津郡御津町+児島郡灘崎町=岡山市（編入）
  - 岡山県総社市+都窪郡山手村+清音村=総社市（新設）
  - 岡山県備前市+和気郡日生町+吉永町=備前市（新設）
  - 岡山県久米郡中央町+旭町+柵原町=久米郡美咲町（新設）
  - 広島県三原市+賀茂郡大和町+豊田郡本郷町+御調郡久井町=三原市（新設）
  - 山口県長門市+大津郡三隅町+日置町+油谷町=長門市（新設）
  - 山口県小野田市+厚狭郡山陽町=山陽小野田市（新設）
  - 香川県丸亀市+綾歌郡綾歌町+飯山町=丸亀市（新設）
  - 福岡県朝倉郡三輪町+夜須町=朝倉郡筑前町（新設）
  - 熊本県菊池市+菊池郡七城町+旭志村+泗水町=菊池市（新設）
  - 大分県日田市+日田郡前津江村+中津江村+上津江村+大山町+天瀬町=日田市（編入）
  - 鹿児島県薩摩郡宮之城町+鶴田町+薩摩町=薩摩郡さつま町（新設）
  - 鹿児島県姶良郡栗野町+吉松町=姶良郡湧水町（新設）
  - 鹿児島県肝属郡大根占町+田代町=肝属郡錦江町（新設）
- 3月28日
  - 青森県五所川原市+北津軽郡金木町+市浦村=五所川原市（新設）
  - 青森県東津軽郡蟹田町+平舘村+三厩村=東津軽郡外ヶ浜町（新設）
  - 青森県南津軽郡藤崎町+常盤村=南津軽郡藤崎町（新設）
  - 青森県北津軽郡中里町+小泊村=北津軽郡中泊町（新設）
  - 茨城県取手市+北相馬郡藤代町=取手市（編入）
  - 茨城県下館市+真壁郡関城町+明野町+協和町=筑西市（新設）
  - 茨城県新治郡霞ヶ浦町+千代田町=かすみがうら市（新設/市制）
  - 栃木県塩谷郡氏家町+喜連川町=さくら市（新設/市制）
  - 群馬県太田市+新田郡尾島町+新田町+藪塚本町=太田市（新設）
  - 千葉県柏市+東葛飾郡沼南町=柏市（編入）
  - 岐阜県海津郡海津町+平田町+南濃町=海津市（新設/市制）
  - 鳥取県西伯郡大山町+名和町+中山町=西伯郡大山町（新設）
  - 広島県尾道市+御調郡御調町+向島町=尾道市（編入）
  - 愛媛県八幡浜市+西宇和郡保内町=八幡浜市（新設）
  - 福岡県宗像市+宗像郡大島村=宗像市（編入）
  - 福岡県朝倉郡小石原村+宝珠山村=朝倉郡東峰村（新設）
- 3月31日
  - 青森県八戸市+三戸郡南郷村=八戸市（編入）
  - 青森県西津軽郡深浦町+岩崎村=西津軽郡深浦町（新設）
  - 青森県上北郡七戸町+天間林村=上北郡七戸町（新設）
  - 青森県上北郡上北町+東北町=上北郡東北町（新設）
  - 福井県三方郡三方町+遠敷郡上中町=三方上中郡（新設）若狭町（新設）
  - 鳥取県米子市+西伯郡淀江町=米子市（新設）
  - 鳥取県八頭郡郡家町+船岡町+八東町=八頭郡八頭町（新設）
  - 島根県松江市+八束郡鹿島町+島根町+美保関町+八雲村+玉湯町+宍道町+八束町=松江市（新設）
  - 島根県仁多郡仁多町+横田町=仁多郡奥出雲町（新設）
  - 岡山県新見市+阿哲郡大佐町+神郷町+哲多町+哲西町=新見市（新設）
  - 岡山県上房郡北房町+真庭郡勝山町+落合町+湯原町+久世町+美甘村+川上村+八束村+中和村=真庭市（新設/市制）
  - 岡山県勝田郡勝田町+英田郡大原町+東粟倉村+美作町+作東町+英田町=美作市（新設/市制）
  - 広島県庄原市+甲奴郡総領町+比婆郡西城町+東城町+口和町+高野町+比和町=庄原市（新設）
  - 大分県豊後高田市+西国東郡真玉町+香々地町=豊後高田市（新設）
  - 大分県宇佐市+宇佐郡院内町+安心院町=宇佐市（新設）
  - 大分県大野郡三重町+清川村+緒方町+朝地町+大野町+千歳村+犬飼町=豊後大野市（新設/市制）
  - 鹿児島県肝属郡根占町+佐多町=肝属郡南大隅町（新設）

## 4月
- 4月1日
  - 北海道茅部郡砂原町+森町=茅部郡森町（新設）
  - 青森県青森市+南津軽郡浪岡町=青森市（新設）
  - 宮城県石巻市+桃生郡河北町+雄勝町+河南町+桃生町+北上町+牡鹿郡牡鹿町=石巻市（新設）
  - 宮城県登米郡迫町+登米町+東和町+中田町+豊里町+米山町+石越町+南方町+本吉郡津山町=登米市（新設/市制）
  - 宮城県栗原郡築館町+若柳町+栗駒町+高清水町+一迫町+瀬峰町+鶯沢町+金成町+志波姫町+花山村=栗原市（新設/市制）
  - 宮城県桃生郡矢本町+鳴瀬町=東松島市（新設/市制）
  - 福島県須賀川市+岩瀬郡長沼町+岩瀬村=須賀川市（編入）
  - 埼玉県さいたま市+岩槻市=さいたま市（編入）岩槻区（新設）
  - 埼玉県秩父市+秩父郡吉田町+大滝村+荒川村=秩父市（新設）
  - 新潟県長岡市+南蒲原郡中之島町+三島郡越路町+三島町+古志郡山古志村+刈羽郡小国町=長岡市（編入）
  - 新潟県十日町市+中魚沼郡川西町+中里村+東頸城郡松代町+松之山町=十日町市（新設）
  - 新潟県新井市+中頸城郡妙高高原町+妙高村=妙高市（編入/改称）
  - 新潟県東蒲原郡津川町+鹿瀬町+上川村+三川村=東蒲原郡阿賀町（新設）
  - 富山県富山市+上新川郡大沢野町+大山町+婦負郡八尾町+婦中町+山田村+細入村=富山市（新設）
  - 長野県松本市+東筑摩郡四賀村+南安曇郡奈川村+安曇村+梓川村=松本市（編入）
  - 長野県中野市+下水内郡豊田村=中野市（新設）
  - 長野県塩尻市+木曽郡楢川村=塩尻市（編入）
  - 長野県佐久市+南佐久郡臼田町+北佐久郡望月町+浅科村=佐久市（新設）
  - 静岡県沼津市+田方郡戸田村=沼津市（編入）
  - 静岡県磐田市+磐田郡福田町+竜洋町+豊田町+豊岡村=磐田市（新設）
  - 静岡県掛川市+小笠郡大須賀町+大東町=掛川市（新設）
  - 静岡県袋井市+磐田郡浅羽町=袋井市（新設）
  - 静岡県田方郡伊豆長岡町+韮山町+大仁町=伊豆の国市（新設/市制）
  - 静岡県賀茂郡西伊豆町+賀茂村=賀茂郡西伊豆町（新設）
  - 愛知県一宮市+尾西市+葉栗郡木曽川町=一宮市（編入）
  - 愛知県豊田市+西加茂郡藤岡町+小原村+東加茂郡足助町+下山村+旭町+稲武町=豊田市（編入）
  - 愛知県稲沢市+中島郡祖父江町+平和町=稲沢市（編入）
  - 愛知県海部郡佐屋町+立田村+八開村+佐織町=愛西市（新設/市制）
  - 京都府京都市+北桑田郡京北町=京都市右京区（編入）
  - 兵庫県豊岡市+城崎郡城崎町+竹野町+日高町+出石郡出石町+但東町=豊岡市（新設）
  - 兵庫県朝来郡生野町+和田山町+山東町+朝来町=朝来市（新設/市制）
  - 兵庫県津名郡津名町+淡路町+北淡町+一宮町+東浦町=淡路市（新設/市制）
  - 兵庫県宍粟郡山崎町+一宮町+波賀町+千種町=宍粟市（新設/市制）
  - 兵庫県城崎郡香住町+美方郡村岡町+美方町=美方郡香美町（新設）
  - 奈良県奈良市+添上郡月ヶ瀬村+山辺郡都祁村=奈良市（編入）
  - 和歌山県海南市+海草郡下津町=海南市（新設）
  - 和歌山県西牟婁郡串本町+東牟婁郡古座町=東牟婁郡串本町（新設）
  - 徳島県板野郡吉野町+土成町+阿波郡市場町+阿波町=阿波市（新設/市制）
  - 愛媛県伊予市+伊予郡中山町+双海町=伊予市（新設）
  - 愛媛県西宇和郡伊方町+瀬戸町+三崎町=西宇和郡伊方町（新設）
  - 長崎県佐世保市+北松浦郡吉井町+世知原町=佐世保市（編入）
  - 長崎県西彼杵郡西彼町+西海町+大島町+崎戸町+大瀬戸町=西海市（新設/市制）
  - 大分県竹田市+直入郡荻町+久住町+直入町=竹田市（新設）
  - 沖縄県石川市+具志川市+中頭郡与那城町+勝連町=うるま市（新設）
- 4月10日
  - 高知県中村市+幡多郡西土佐村=四万十市（新設）
- 4月25日
  - 広島県広島市+佐伯郡湯来町=広島市佐伯区（編入）

## 5月
- 5月1日
  - 新潟県三条市+南蒲原郡下田村+栄町=三条市（新設）
  - 新潟県柏崎市+刈羽郡高柳町+西山町=柏崎市（編入）
  - 新潟県新発田市+北蒲原郡加治川村+紫雲寺町=新発田市（編入）
  - 岐阜県可児市+可児郡兼山町=可児市（編入）
  - 和歌山県田辺市+日高郡龍神村+西牟婁郡中辺路町+大塔村+東牟婁郡本宮町=田辺市（新設）
  - 和歌山県日高郡川辺町+中津村+美山村=日高郡日高川町（新設）
  - 鹿児島県日置郡東市来町+伊集院町+日吉町+吹上町=日置市（新設/市制）
- 5月5日
  - 静岡県島田市+榛原郡金谷町=島田市（新設）

## 6月
- 6月6日
  - 岩手県宮古市+下閉伊郡田老町+新里村=宮古市（新設）
- 6月13日
  - 群馬県桐生市+勢多郡新里村+黒保根村=桐生市（編入）
- 6月20日
  - 秋田県大館市+北秋田郡比内町+田代町=大館市（編入）

## ミニ統一地方選挙
上記のとおり2005年4月前後は合併が集中したため、市町長選挙も集中した。市町長の任期は4年のため、その後2009年、2013年と4年ごとに同様な状況になる。これを新聞報道等では「ミニ統一地方選挙」と呼んでいる。